# Copa de Honor Cousenier
De Copa de Honor Cousenier was een internationaal voetbaltoernooi dat dertien keer gespeeld werd tussen 1913 en 1920 tussen Argentijnse en Uruguayaanse teams. De beker werd geschonken door het likeur-bedrijf Cousenier, waar de competitie ook zijn naam aan dankt. Alle wedstrijden werden in Montevideo gespeeld. In 1914 nam geen Argentijns team deel waardoor twee Uruguayaanse teams deelnamen. 

## Finales
| Jaar | Winnaar        | Finalist        | Score         |
| ---- | -------------- | --------------- | ------------- |
| 1905 | Nacional       | Alumni          | 3-2           |
| 1906 | Alumni         | Nacional        | 2-2           |
| 1906 | Alumni         | Nacional        | 3-1           |
| 1907 | Belgrano AC    | C.U.R.C.C.      | 2-1           |
| 1908 | Wanderers      | Quilmes         | 2-0           |
| 1909 | C.U.R.C.C.     | San Isidro      | 4-2           |
| 1910 | (geannuleerd)  | (geannuleerd)   | (geannuleerd) |
| 1911 | C.U.R.C.C.     | Newell's        | 2-0           |
| 1912 | River Plate FC | Racing          | 2-1           |
| 1913 | Racing         | Nacional        | 1-1           |
| 1913 | Racing         | Nacional        | 3-2           |
| 1914 | Nacional       | CA Peñarol      | 1-0           |
| 1915 | Nacional       | Racing          | 2-0           |
| 1916 | Nacional       | Rosario Central | 6-1           |
| 1917 | Nacional       | Racing          | 3-1           |
| 1918 | CA Peñarol     | Independiente   | 4-0           |
| 1920 | Boca Juniors   | Universal       | 2-0           |